# Râul Cerchezoaia
Râul Cerchezoaia este un curs de apă, afluent al râului Prut. 